# Colinas Seshachalam
Las colinas de Seshachalam son unas montañas que forman parte de los Ghats orientales en el estado meridional de Andhra Pradesh, en el sureste de la India. Las montañas se formaron durante la era del Precámbrico (3800 millones a 540 millones de años). Los minerales contenidos en estas colinas incluyen arenisca y pizarra intercaladas con piedra caliza. Las montañas están limitados por las tierras altas de Rayalaseema al oeste y noroeste, y el valle de Nandyal al norte.

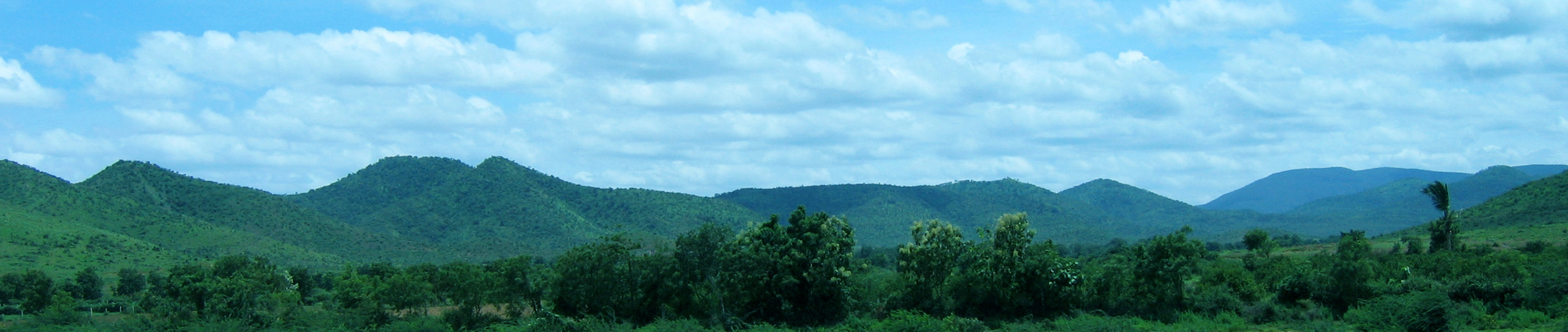
Vista panorámica de las montañas Seshachalam,Talakona

Tirupati, una ciudad importante de peregrinación hindú se encuentra en las colinas. Las colinas tienen siete destacados picos, Anjanadri, Garudadri, Narayanadri, Neeladri, Seshadri, Venkatadri y Vrishabhadri, el más alto a unos 600 m sobre el nivel del mar. Se dice que los siete picos representan las siete capillas del señor Adisesha, el rey de las serpientes en la mitología hindú. El parque nacional Srivenkateshwara también se encuentra en estas montañas. El famoso arco natural, en las colinas de Tirumala es también una parte de las colinas Seshachalam, que se remonta a la época entre el Eón Proterozoico Medio y Superior. 
En 2010 fueron designadas Reserva de la Biosfera. 